# Frank Paauw
Frank Paauw (Soest, 10 november 1958) is een Nederlandse bestuurder, hij is sinds 2024 de Bondsvoorzitter van de KNVB. Hiervoor stond hij 9 jaar aan het hoofd van de Rotterdamse politie en daarna 5 jaar aan de leiding van de Amsterdamse politie.

## Carrière
Na zijn studie Openbaar bestuur aan de Vrije Universiteit Amsterdam ging Paauw op zijn 24ste aan de slag bij de politie als inspecteur.
Tussen 1999 en 2003 was Frank Paauw verantwoordelijk voor de veiligheid rondom de voetbalwedstrijden van Feyenoord.  Ook grote internationale voetbalwedstrijden behoorden tot zijn takenpakket, zo was hij eindverantwoordelijk voor de veiligheid rondom de Kuip tijdens het EK van 2000.

### Regionale Eenheid Rotterdam
Na zich intern als politieman in verschillende korpsen te hebben ontwikkeld, werd Paauw in 2010 benoemd tot hoofdcommissaris van het korps Rotterdam-Rijnmond. Zijn voorganger Aad Meijboom stapte op na de strandrellen in Hoek van Holland. Paauw stond aan de leiding van een obsessieve focus van het korps in Rotterdam op de inperking van high impact crimes. In samenwerking met lokale gemeentes en het Openbaar Ministerie realiseert Paauw een halvering van het aantal overvallen, woninginbraken en het significant vergroten van de pakkans.

### Regionale Eenheid Amsterdam

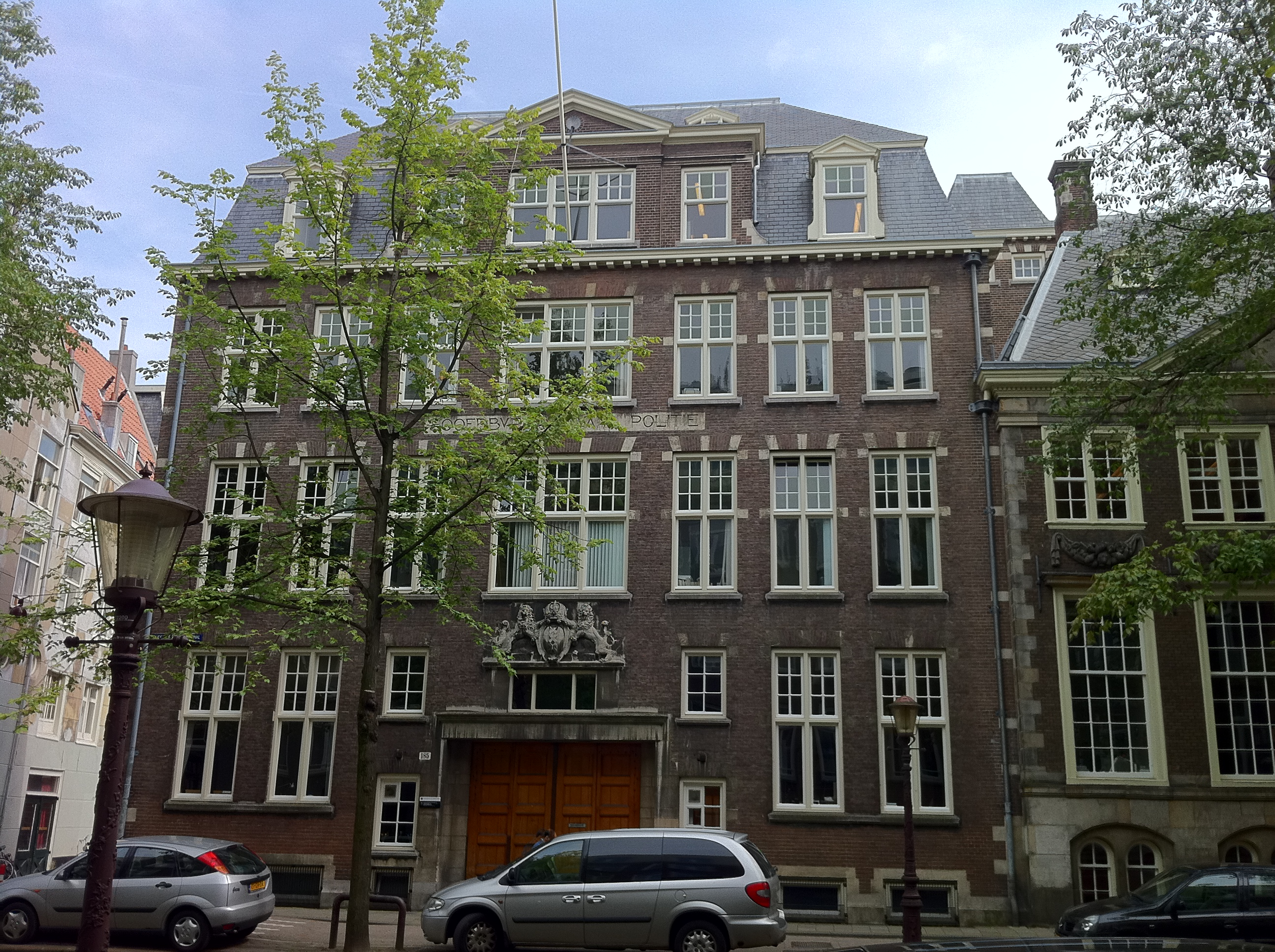
Frank Paauw is hoofdcommissaris van Regionale Eenheid Amsterdam

Halverwege 2019 maakte Paauw de overstap naar de regionale eenheid Amsterdam. Hij volgde in de hoofdstad Pieter-Jaap Aalbersberg op, die aan de slag ging als Nationaal Coördinator Terrorismebestrijding en Veiligheid. Frank Paauw werd in Rotterdam opgevolgd door Fred Westerbeke.

### KNVB
Op 27 mei 2024 werd Paauw door de KNVB gekozen tot bondsvoorzitter. Hij volgde Just Spee op, die zijn voorzitterschap om gezondheidsredenen neerlegde. Plaatsvervangend hoofdcommissaris Peter Holla volgde Paauw op 1 oktober 2024 op als hoofd van de Amsterdamse politie.